# Немири у Уједињеном Краљевству 2024.
Немири у Уједињеном Краљевству 2024 избили су 30. јула 2024. године, протестима крајње деснице. Протести су организовани као одговор на напад у Саутпорту, који се одиграо дан раније, 29. јула, а у којем је 17-годишњи Аксел Рудакубана убио троје деце и ранио још десеторо људи, међу којима још осморо деце.
Нереди су избили 30. јула када се испред џамије Саутпорт окупила група демонстраната, за које се верује да су присталице Енглеске одбрамбене лиге. Демонстранти су погрешно веровали да је осумњичени за масовно убадање ножем муслимански имигрант, због ширења дезинформација на платформама друштвених медија. Напали су полицајце, бацали предмете на џамију и запалили полицијско возило. У нередима је повређено више од педесет полицајаца, неки теже, три полицијска пса су рањена, а велики број људи је ухапшен. Немири су се наредних дана проширили и на друге делове Велике Британије. У Лондону је 31. јула ухапшено преко 100 демонстраната, а демонстрације су одржане и у Манчестеру, Хартлипулу и Олдершоту. У Сандерланду су се 2. августа десили нереди. Запаљена је полицијска станица, три полицајца су повређена, а неколико особа ухапшено. Дана 3. августа, демонстранти крајње деснице поново су се сукобили са полицијом на разним локацијама, као и са антирасистичким контрапротестантима.
Нереди су описани као исламофобични, расистички, антиимиграциони, и крајње десничарски. Фашистичка партија Национални фронт и неонацистичка група Британски покрет шириле су дезинформације на интернету, и чланови неонацистичке групе Патриотска алтернатива су учествовали и помогли у организацији нереда у Саутпорту.

## Позадина

### Саутпорт
Дана 29. јула 2024. у нападу ножем у плесном студију у Саутпорту троје деце је убијено, а још осморо деце повређено, од којих је петоро превезено у болницу у критичном стању. Две одрасле особе на догађају су такође тешко повређене. Убрзо је саопштено да је да на лицу места ухапшњен осумњичени, идентификован као Аксел Радукабана, стар 17 година, рођен у Кардифу, Велс, чији су родитељи пореклом из Руанде.

### Лажне тврдње
Након напада, на интернету су се појавиле нетачне спекулације и дезинформације о осумњиченом нападачу. Дезинформације, укључујући лажне тврдње о идентитету, националности, вери и имиграционом статусу осумњиченог, кружиле су друштвеним медијима од стране истакнутих екстремно десничарских налога. Верује се да је лажна тврдња да је починилац назван „Али Ал-Шакати“ потекла са X (бивши Твитер). Ендрју Тејт је такође објавио на да је нападач „илегалац“, а бивши боксер Ентони Фаулер је рекао да је реч о човеку "из Сирије“. Телеграм група „Тема Саутпорта“ преплављена је дезинформацијама, укључујући екстремно десничарски Национални фронт, пре ширења на платформама друштвених медија, као и дезинформацијама које је на друштвеним медијима ширила неонацистичка група Британски Покрет.
Полиција Мерзисајда покушала је да угуши спекулације тако што је потврдила да име које се шири није повезано са случајем и да није осумњичени, а касније је објављено да је осумњичени рођен у Велсу од родитеља из Руанде и да се преселио у област Саутпорта током 2013. године. Ширење дезинформација се  наводи као узрок нереда.
Професор политичке комуникације, Ендрју Чедвик, описао је вирални твит као „намерно измишљен како би се створило непријатељство према етничким мањинама и имигрантима, и да је то потенцијално исламофобична пропаганда“. Метју Фелдман, стручњак за десничарски екстремизам, прокоментарисао је „Тешко је смислити много бољи пример онлајн штете која продире у стварни свет од лажне приче која демонизује муслимане и обојене људе и доводи до нереда на улицама“. Бивши министар безбедности Стивен Мекпартланд оптужио је Русију и режим Владимира Путина за умешаност у кампању дезинформација. Колумниста Гардијана Овен Џонс окривио је друштвену мрежу X. Неколико дана касније,The Independent, је известио да су дезинформације и заверe у вези са осумњиченим остале на снази и да се чини да су мотивишућа снага иза протеста.

## Дешавања

### 30. јул
Отприлике у 20:05, више стотина демонстраната окупило се испред џамије Саутпорт узвикујући: "Нема предаје!" и "Енглез док не умрем!" У року од неколико минута, демонстранти су се сукобили са полицијом. Демонстранти су се забарикадирали и узвикивали "Томи Робинсон", име десничарског активисте који је основао Енглеску одбрамбену лигу. Робинсон је ухапшен, а затим пуштен два дана касније. До 20:37 демонстранти су почели да бацају предмете на џамију и полицију, а један полицајац је повређен. Полицијски комби је запаљен док је полиција постављала димне канистере. Полиција Мерзисајда је затражила службенике из полиције Ширег Манчестера, полиције Чешира, полиције Ланкашира и полиције Северног Велса. Интервентна полиција је очистила подручје у близини џамије до 21:14 и демонстранти су почели да се разилазе убрзо након тога . До 23:14, протест је завршен. Оштећена је и локална продавница.
Током нереда, Гардијан је известио да су активисти крајње деснице промовисали протест који је почео у Саутпорту, пре него што су се укључили у нереде. Хафингтон пост је рекао да су прекстремно десничарски активисти „отели“ бдење за жртве, а Манчестер Ивнинг њуз је известио да су „крајње десничарски насилници, подстакнути лажима, покушали да искористе трагедију“. Полиција Мерзисајда саопштила је у ноћи нереда да верује да су присталице Енглеске одбрамбене лиге биле умешане и организовале нереде.    Hope not Hate их је описао као присталице Томија Робинсона. Робинсон је негирао да је умешан, али је тврдио да је гнев у Саутпорту оправдан. Истакнути члан неонацистичке групе Патриотска алтернатива учествовао је у нередима, а други члан је помогао у промоцији догађаја.
Полицијска федерација Мерзисајда саопштила је да је више од педесет полицајаца повређено у нередима у Саутпорту, а служба хитне помоћи  известила је да је двадесет седам хоспитализовано, а дванаест отпуштено на лицу места. Полиција Мерзисајда саопштила је да је осам полицајаца тешко повређено, а три полицијска пса су рањена. Један мушкарац из Стандиша ухапшен је због сумње да је поседовао предмет са оштрицом. Полиција је увела 24-часовну наредбу из Одељка 60 дајући службеницима веће овлашћење за заустављање и претрес, и Наредбу из Одељка 34, која омогућава полицији да упути људе који се баве одређеним активностима даље од подручја.
Следећег дана, антифашистичка група „Hope Not Hate“ упозорила је на могућност даљих демонстрација крајње десничарских група у неколико градова широм земље. Бригу о даљем насиљу изразила је и полиција Мерзисајда.

### 31. јул
У Лондону је Метрополитенска полиција успоставила услове јавног реда за протест под називом „Доста је било“, слоган Патриотске алтернативе, где су се демонстранти крајње деснице сукобили са полицијом 31. јула. Ухапшено је више од 100 људи.
Увече 31. јула, група од отприлике 40 демонстраната окупила се испред хотела Holiday Inn у Манчестеру, у којем су наводно били смештени тражиоци азила. Чули су се узвици групе која је узвикивала "хоћемо нашу земљу назад", фразу повезану са екстремно десничарским групама у Великој Британији. Ухапшене су две особе.
Демонстрације су такође избиле у граду Хартлпул у округу Дарам. Предмети, укључујући јаја и стаклене флаше, бачени су на полицију.  Неколико полицајаца је повређено, а полицијски аутомобил је запаљен. Ухапшено је осам особа.
Такође је одржан протест испред хотела у којем су смештени мигранти у Алдершоту. Полиција у Хемпширу и комесар за криминал Дона Џонс описали су то као понашање „мафије“, а полиција у Хемпширу пријавила је гомилу од 200 људи, од којих је мањина бацала предмете и подвргавала људе расном злостављању.
Полиција Кливленда ухапсила је организатора марша у Мидлзброу због сумње да је поседовао ватрено оружје са намером да изазове страх од насиља.

### 2. август
Увече 2. августа, демонстранти су се окупили на тргу Кил у Сандерленду у маршу око центра града. Полицајци на коњима из полиције Нортхумбрије присуствовали су демонстрацијама заједно са полицајцима у опреми за нереде. Полиција и демонстранти сукобили су се испред џамије у улици Светог Марка након што су неки од демонстраната покушали да приђу згради. Демонстранти су узвикивали "спасите нашу децу" и "хоћемо нашу земљу назад", као и слогане подршке Томију Робинсону и исламофобичне увреде. Убер такси је запаљен, а продавнице опљачкане. Централна полицијска станица Сандерленда је запаљена, а возови за станицу у Сандерленду су отказани или преусмерени на станицу Свети Петар. Након тога је ухапшено осам особа, а три полицајца су хоспитализована.  Насиље је уследило после убиства троје деце у Саутпорту 29. јула и делимично је подстакнуто лажним тврдњама на друштвеним мрежама о идентитету осумњиченог. Британска полиција повећала је своје присуство широм земље, а џамије су појачале обезбеђење.
Исте вечери у Ливерпулу окупило се око стотину демонстраната који су узвикивали антиимигрантске пароле.

### 3. август
У Енглеској су 3. августа одржани бројни скупови крајње деснице и контрапротести. У Лидсу, око 150 демонстраната узвикивало је слогане попут „Склоните педо муслимане са наших улица“ и „ зауставите чамце“, док су контрадемонстранти узвикивали „Склоните нацистички олош са наших улица“. У Манчестеру је 150 демонстраната учествовало у протесту „Доста је било”. У Нотингему су пријављени сукоби између супротстављених група демонстраната.
У Стоуку на Тренту је дошло до сукоба између група демонстраната и контрадемонстраната, где је притом друга група била наоружана чекићима и секирама, а полиција је оптужена да није покушала да спречи њихов напад. У Халу, демонстранти су напали хотел у којем се налазе тражиоци азила, бацајући цигле и разбијајући прозоре, а у Ливерпулу су демонстранти крајње деснице гађали полицију, продавнице су опљачкане, а библиотека је запаљена. Полиција у Бристолу извршила је вишеструка хапшења и затворила путеве након што су се демонстранти окупили у Касл парку, где су се сукобили са контрадемонстрантима. 
Протест је такође одржан у Белфасту, где је полиција раздвојила демонстранте против имиграције и расизма. Продавница у градској Ботаничкој авенији оштећена је када су демонстранти и контрадемонстранти разбили прозоре и оштетили намештај. Током марша је активиран и ватромет.
Томи Робинсон је 3. августа објавио видео снимак колоне маскираних мушкараца који узвикују "Алаху Акбар", а за који је навеo да приказује "маскирану муслиманску банду" на улицама Блекбурна.

### 4. август
У Ротераму су одржане демонстрације антиимиграционих и антирасистичких демонстраната, при чему је првих било више од других. Тада је дошло до нереда испред хотела у којем су били смештени тражиоци азила, где су демонстранти који су били против имиграције бацали предмете на зграду, разбили више прозора и запалили зграду. Чуло се и како скандирају „Избаците их“ и „Јоркшир“. Касније истог дана, The Guardian је известио о ескалацији насиља, док су демонстранти бацали предмете на полицајце, ранивши једног.
Полиција Ширег Манчестера издала је обавештење о дисперзији из Одељка 34 које покрива Болтон. Поново су избиле демонстрације антиимиграционих и антирасистичких демонстраната, које је полиција држала одвојене једне од других. Група муслиманских демонстраната дошла је у сукоб са полицијом, а неки су узвикивали и "Алаху Акбар".
У Мидлсброу су демонстранти гађали куће и аутомобиле у стамбеној зони, разбијајући прозоре, док је новинарска екипа Sky News снимила групу маскираних контрадемонстраната наоружаних мачетама и тупим предметима. Протести су такође избили и у Халу и Вејмуту. Конзервативна платформа Turning Pount UK објавила је видео снимak напада на мушкарца са енглеском заставом у Шефилду, а нападачи су означени као припадници "Муслиманске одбрамбене лиге".

## Реакције
Након нереда у Саутпорту, премијер Кир Стармер изјавио је да су они који су "отели бдење за жртве" "увредили заједницу док она тугује" и да ће изгредници осетити пуну снагу закона. Дана 1. августа, након састанка са вишим полицијским службеницима, Стармер је најавио успостављање националног програма насилних нереда како би се олакшала већа сарадња између полицијских снага када се баве насилним нередима.
Министарка унутрашњих послова Ивет Купер осудила је нереде у Саутпорту као ужасне и затражила кривичну истрагу.  Према The Independent, Купер је такође изјсбилс фс  „размотрс да ли екстремно десничарску енглеску одбрамбену лигу [...] треба означити забрањеном терористичком организацијом“, након њене повезаности са побуном у Саутпорту, предлог је поновила заменица премијера Ангела Рајнер.
Посланик Саутпорта, Патрик Хурли, рекао је 31. јула да изгредници нису били локални становници, већ да су били „насилници који су ушли у воз“ и да „потпуно не поштују породице погинулих и повређених деца, и [...] град“. Изгредници су разбили прозоре на џамији Саутпорт; Хурли је за Today рекао да су људи "користили ужасан инцидент у понедељак, смрт троје мале деце, у своје политичке сврхе".
Лидер реформе УК Најџел Фараж критикован је због наговештаја да се истина крије, а потом оптужен за подстицање насиља и стварање теорија завере од стране бившег полицајца за борбу против тероризма  и осуђен од стране супруга убијене посланице Џо Кокс, који је оптужио Фаража за "подстицање нереда". Фараж је такође оптужен за давање легитимитета актима насиља од стране Стевеа Ротхерама, градоначелника градске области Ливерпула, након што је објавио видео у којем је рекао да протести нису "ништа од онога што би се могло догодити током наредних неколико недеља".
Мрежа џамија регије Ливерпоол и Удружење муслимана Британије објавили су изјаве у којима осуђују нереде. Уочи очекиваних протеста следећег викенда, Муслимански савет Британије препоручио је џамијама да „прегледају и ојачају своје безбедносне протоколе“.
Министар унутрашњих послова Дејвид Хансон је 2. августа, уз бројне протесте који се очекују у наредним данима, рекао да полиција надгледа организације и да ће користити технологију препознавања лица да идентификује свакога ко је умешан у насиље.
Као одговор на митинге крајње деснице, организовани су контрапротести антирасиста под заставом "Стоп крајњој десници: Не дозволите да нас расисти поделе", претежно од стране Устани против расизма.
Црквени лидери у Северној Ирској осудили су позиве на антиисламске протесте у покрајини. Полицијска служба Северне Ирске саопштила је да планира пропорционалан одговор.
Министарство правде је 3. августа започело дискусију о томе да судови за прекршаје у Енглеској и Велсу остају отворени преко ноћи ради доношења прелиминарних одлука о ухапшеним осумњиченима, због очекиваног повећања броја људи који се држе у притвору због кривичних дела повезаних са нередима. Ово се такође догодило током немира у Енглеској 2011. године.
Дана 3. августа, као одговор на немире у Саутпорту, Сандерленду, Халу, Лондону и Хартлпулу, комесар полиције и криминала у Хемпширу и конзервативна политичарка Дона Џонс рекла је у изјави на званичном сајту да је ситуација „ескалирала на забрињавајући ниво“ и да је „ понашање неких од оних који су протестовали било је изузетно насилно, веома узнемирујуће и апсолутно криминално." Наставила је критикујући одговор премијера, за који је рекла: „Најава премијерових нових јединица за насилни криминал довела је до оптужбе за рад полиције на два нивоа, што је запалило демонстранте који тврде да се боре да заштите Британски суверенитет, идентитет и заустављање илегалне миграције“. Она је такође рекла да то „није одговор“ и да је „разговарала са људима са обе стране спектра и да је једини начин да се заустави талас насилног нереда да се призна шта га узрокује“, и да је „Док су разорни напади у Саутпорту су у уторак били катализатор, чини се да је заједништво међу протестним групама усредсређено на три кључне области: жељу да се заштити британски суверенитет и, да би се то постигло, зауставити илегалну имиграцију. Она сматра да "влада мора да призна шта изазива грађанске немире како би их спречила" и окарактерисала је Стармерову иницијативу као само "лечење симптома, а не узрока". Она је такође повезала немире са, како је рекла, „масовном неконтролисаном имиграцијом“. Саопштење за медије је касније уклоњено са веб странице Комисије за полицију и криминал.
Бивши шкотски премијер Хамза Јусуф позвао је да се на улице британских градова изведе војска.